# Bärenkogel
Il monte Bärenkogel con 1.979 m s.l.m. è una montagna della catena delle Caravanche, posta al confine tra Austria e Slovenia nei comuni di Kranjska Gora e Finkenstein am Faaker See.